# Lịch sử luật sáng chế của Việt Nam
Chế định pháp luật nói chung và quyền đối với nói riêng tại Việt Nam là một chế định còn non trẻ mới được hình thành từ cuối những năm 60 của thế kỷ
Giai đoạn trước năm 1981: Hệ thống pháp luật về sở hữu còn sơ sài, tại giai đoạn này chưa có văn bản nào quy định về việc bảo hộ các tài sản trí tuệ. Tuy nhiên nhà nước vẫn có những chính sách nhằm khuyến khích hoạt động sáng tạo của cong người giúp phần đóng góp vào công cuộc xây dựng và ổn định đất nước.
Giai đoạn 1981 – 1989: Có thể nói đây là giai đoạn đánh dấu một bước ngoặt phát triển trong hệ thống pháp luật sở hữu trí tuệ Việt Nam đó chính là việc văn bản pháp luật đầu tiên về sở hữu công nghiệp nói chung và sáng chế nói riêng đã được nhà nước ta ban hành. Thông qua văn bản này nhà nước đã ban hành Điều lệ về sáng kiến cải tiến kĩ thuật -hợp lý hoá sản xuất và sáng chế. Theo đó, mọi nỗ lực sáng tạo kĩ thuật, hợp lý hoá sản xuất mang lại các lợi ích thiết thực cho Nhà nước, xã hội và cơ quan đều được đền đáp về tinh thần và vật chất. Văn bản pháp luật này thiết lập hình thức bảo hộ sáng chế dưới dạng bằng tác giả sáng chế, theo đó nhà sáng chế chỉ có các quyền nhân thân của tác giả sáng chế, còn độc quyền sáng chế thuộc về Nhà nước. Các văn bản pháp luật liên quan tới sáng chế trong giai đoạn này có thể kể đến như: Nghị định số 31/CP ngày 23/01/1981; Nghị địnhsố 200/HĐBT ngày 28/12/1988  quy định về điều lệ bảo hộ giải pháp hữu ích; Nghị định số 201/HĐBT ngày 28/12/1988 quy định về mua bán quyền sử dụng sáng chế, giải pháp hữu ích. Tuy nhiên, có thể dễ dàng nhận thấy rằng các quy định của nhà nước về bảo hộ sở hữu công nghiệp đối với sáng chế và điều kiện bảo hộ sáng chế trong giai đoạn này là chưa thực sự hiệu quả, giá trị pháp lý còn thấp.
Giai đoạn 1989 – 2005: giai đoạn này phải kể đến hai mốc lịch sử quan trọng. thứ nhất, năm 1995 khi mà bộ luật dân sự (1995) được ban hành trong đó quy định về quyền sở hữu công nghiệp theo đó lần đầu tiên nước Việt Nam công nhận sở hữu trí tuệ là một quyền dân sự. Mốc quan trọng thứ hai trong giai đoạn này đó chính là việc Luật Sở Hữu Trí Tuệ  2005 được chính phủ thông qua đánh dấu bước ngoặt mới trong chế định luật sở hữu trí tuệ tại Việt Nam. Với việc ban hành một chế định pháp luật riêng đã dần đưa Sở Hữu Trí Tuệ Việt Nam gia nhập vào hệ thống pháp luật sở hữu trí tuệ quốc tế và đương nhiên điều kiện về bảo hộ sáng chế cũng được thiết lập lại theo hướng phù hợp hơn với các chuẩn mực chung của pháp luật quốc tế thời kì hiện đại. Các quy định về đối tượng, tính mới, trình độ sáng tạo và khả năng áp dụng công nghiệp của sáng chế cũng được hoàn thiện hơn nhiều.
Giai đoạn 2005 tới nay: Có thể thấy Luật Sở Hữu Trí Tuệ là một chế định pháp luật ít phải sửa đổi nhất trong hệ thống pháp luật Việt Nam. Kể từ khi hình thành phải đến năm 2009 căn cứ theo các chính sách xã hội và điều kiện tự nhiên, chính phủ ban hành Luật sửa đổi bổ sung một số điều của luật sở hữu trí tuệ 2005.
Mặc dù mới được hình thành nhưng có thể thấy chế định luật Sở Hữu Trí Tuệ nói chung và sáng chế đã đạt được những thành công nhất định.  Theo thời gian và tiến trình phá triển của xã hội, các quy định pháp luật của Việt Nam liên quan tới việc bảo hộ sáng chế và đã được hoàn thiện hơn  hơn để đáp ứng những nhu cầu điều chỉnh mới trong điều kiện kinh tế thị trường hiện nay